# Hans Hermann von Katte

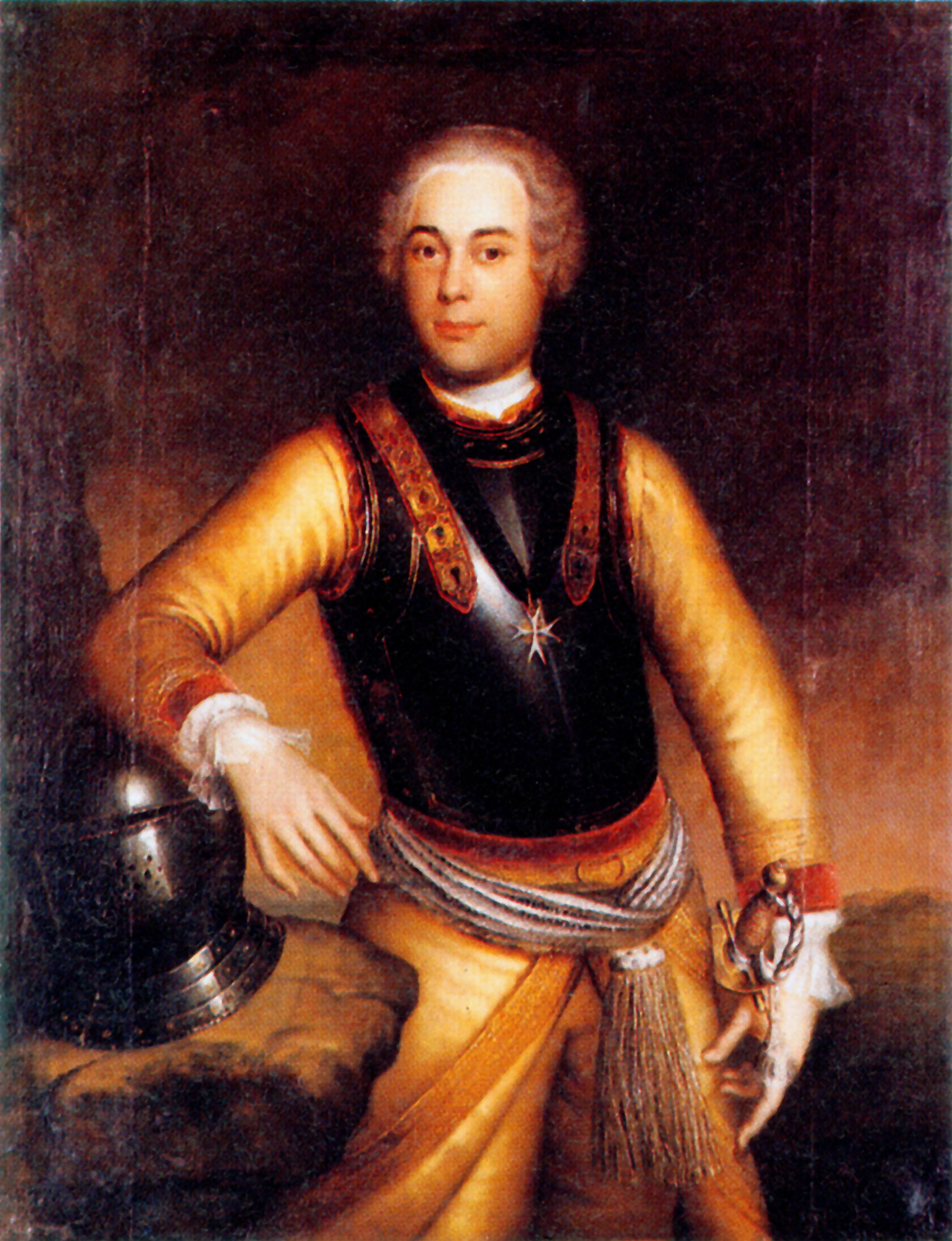
Hans Hermann von Katte in 1729

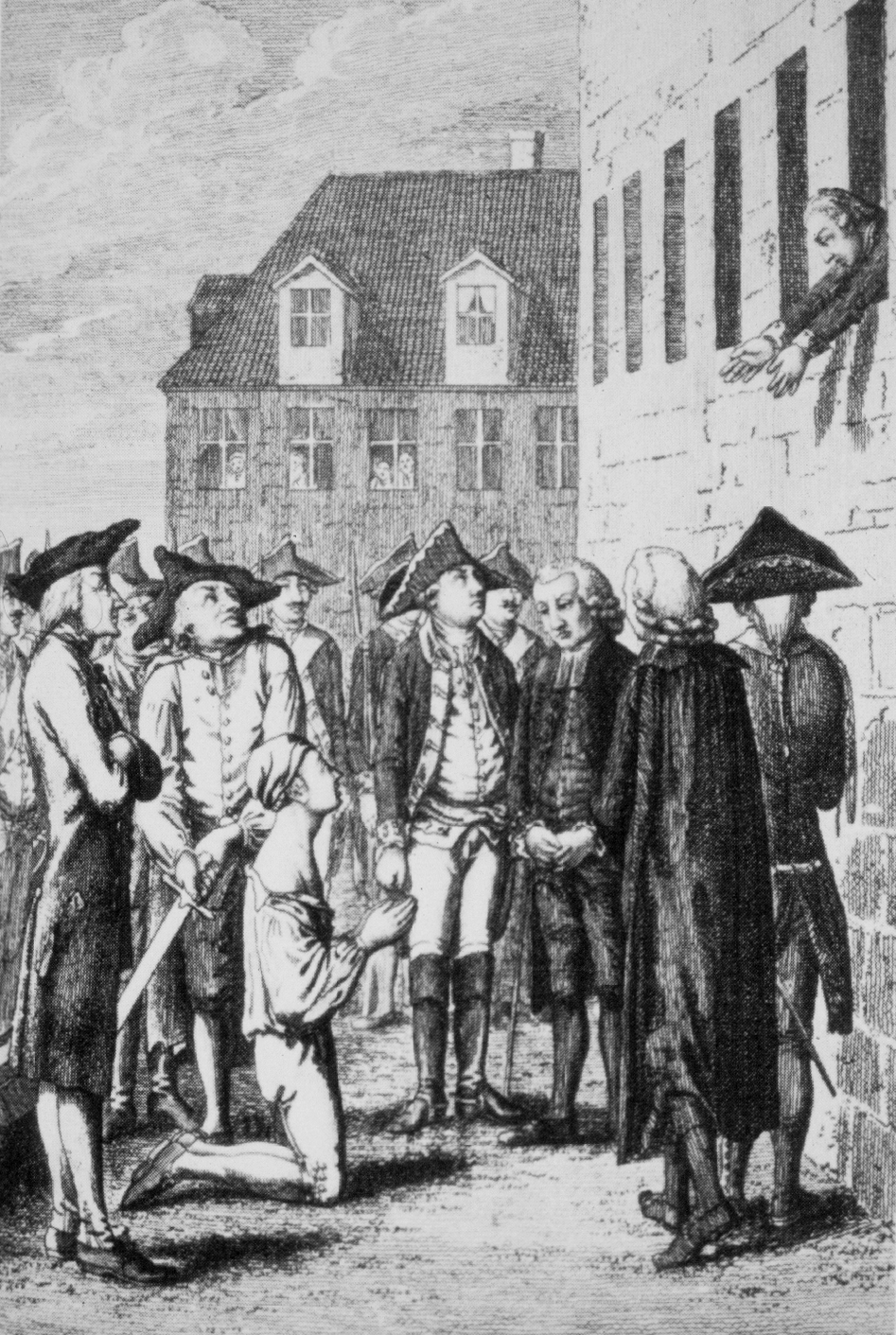
von Katte wordt onthoofd en Frederik moet vanuit het venster toekijken

Hans Hermann von Katte (Berlijn, 28 februari 1704 - Küstrin, 6 november 1730) was een Pruisisch luitenant. Hij was een jeugdvriend van Frederik de Grote en werd onthoofd vanwege zijn betrokkenheid bij de poging van Frederik (toen nog kroonprins) om Pruisen te ontvluchten.

## Biografie
Von Katte kwam uit een adellijke familie. Hij was de zoon van veldmaarschalk Hans Heinrich von Katte (1681–1741) en de kleinzoon van veldmaarschalk Alexander Hermann von Wartensleben. Hij woonde als kind tijdelijk bij familieleden in Dorth bij Deventer. Ook studeerde hij korte tijd in Utrecht. In 1724 trad hij toe tot het kurassier-regiment Gens d'armes waar hij in 1729 de rang van luitenant kreeg.

## Vriendschap met Frederik de Grote
In 1729 volgde hij samen met de jonge kroonprins Frederik van Pruisen, de latere Frederik de Grote, les in wiskunde en mechanica. Beiden interesseerden zich daarnaast voor fluitspel en dichtkunst en raakten bevriend.
In de lente van 1730, tijdens door August II van Polen te Zeithain georganiseerde militaire oefeningen, parades en feestelijkheden, het Zeithainer Lustlager, vertelde Frederik zijn vriend zijn plan om voor zijn strenge vader Frederik Willem I naar Frankrijk te vluchten. Von Katte probeerde Frederik in eerste instantie op andere gedachten te brengen maar verklaarde zich bereid om te helpen. Frederik deed op 5 augustus 1730 met zijn page Peter Karl Christoph von Keith een vergeefse poging uit Steinsfurt te vluchten. Een brief maakte de betrokkenheid van von Katte duidelijk, die werd gevangengenomen.

## Executie
Koning Frederik-Willem sleepte beiden wegens vaandelvlucht (desertie) voor de militaire rechtbank in Slot Köpenick. De rechtbank verklaarde zich onbevoegd wat de kroonprins betrof en veroordeelde von Katte tot levenslange gevangenisstraf. Frederik Willem verzwaarde de straf tot onthoofding met het zwaard. Hij zei hierbij: 'fiat iustitia et pereat mundus'. (Er moet gerechtigheid geschieden, al gaat de wereld ten onder)
Hij zag von Katte als de verleider die verwijfde neigingen bij zijn zoon had uitgelokt. De koning dwong zijn zoon om van achter een raam toe te kijken tijdens de onthoofding. Frederik zou echter al in zwijm gevallen zijn voordat de executie plaatsvond.